# ドクチョウ亜科
ドクチョウ亜科（学名：Heliconiinae）は、一般にheliconiansまたはlongwingsと呼ばれ、タテハチョウ科(Brush-footed butterflies)の亜科の1つである。
この亜科は、45～50属に分けることができ、アゲハチョウ上科の別の科Heliconiidaeとして扱われることもあった。
色は主に赤みがかった黒で、翼の形はさまざまだが、前翅は常に先端に向かって伸びているため、この通称になっている。
この亜科のほとんどは熱帯地方、特に南アメリカで見られる。
旧北区（東アジアの大部分（日本のトカラ列島悪石島以北、中国の秦嶺山脈以北、朝鮮半島、台湾）、北アジアおよび中央アジア、中東（アラビア半島南部およびイラン南部は除く）、ヨーロッパを含むヒマラヤ山脈以北のユーラシア大陸および北アフリカ（サハラ砂漠以北））と新北区（北アメリカ大陸のうち、メキシコ北部以北）では、ヒョウモンチョウ族だけが非常に多様である。
特に熱帯種の幼虫は、有毒植物、特徴的にはトケイソウ科のつる植物を食べ、自分自身が有毒になる。
成虫の蝶は、強い警告色で後天的な毒性を表し、捕食者に警告する。
このグループ内と他の蝶の両方で、ベイツ型擬態とミューラー型擬態の有名な事例がいくつかある。
他の一般的に見られる食用植物は、マメ科（これもいくつかの有毒種を含む）とスミレ科の植物である。

## 分類
ドクチョウ亜科では一般に4族が認識されている。
かなり確実に見えるのは、ヒョウモンチョウ族とオナガタテハ族がドクチョウ亜科の他の2つの族よりも近親であるということである。
一部の族はいくつかの大陸に分布しているため、系統地理学のパターンが混乱している。

### 族および属
属は、推定される系統発生順で示す。

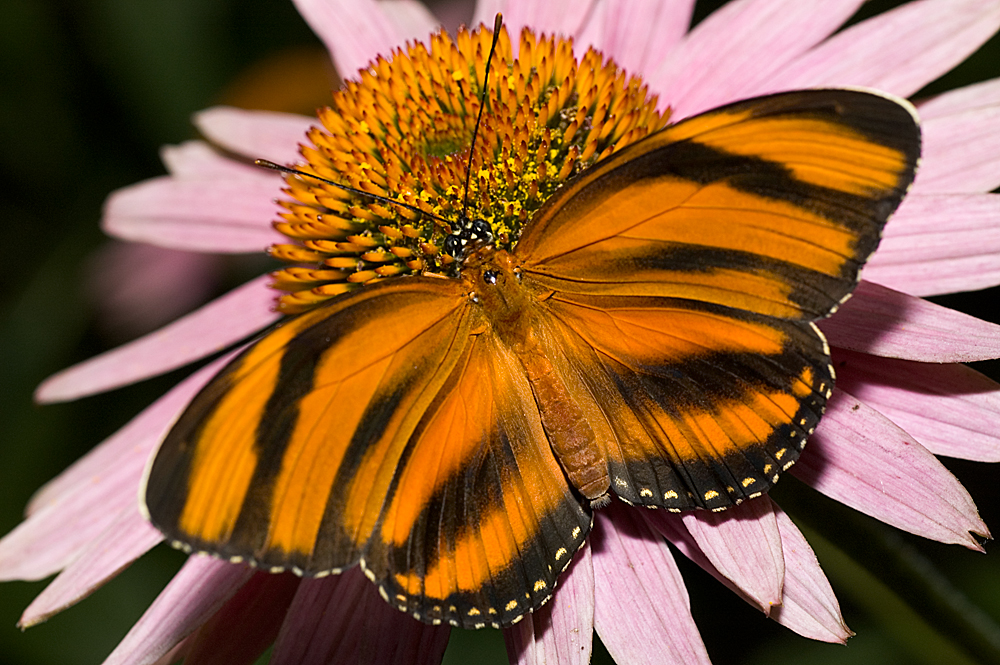
オビモンドクチョウ
（ドクチョウ族）

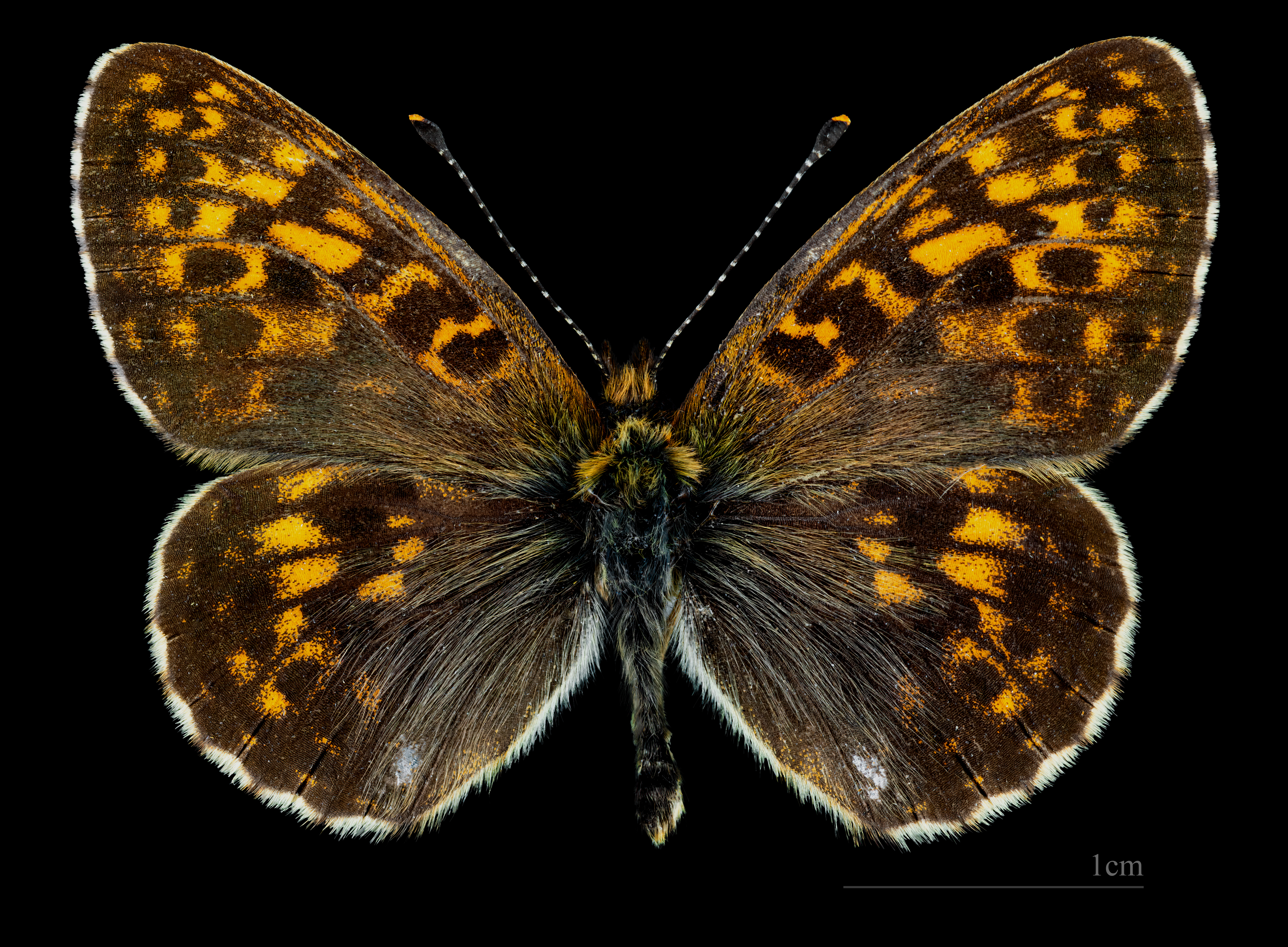
ホソバヒョウモン
（ヒョウモンチョウ族）

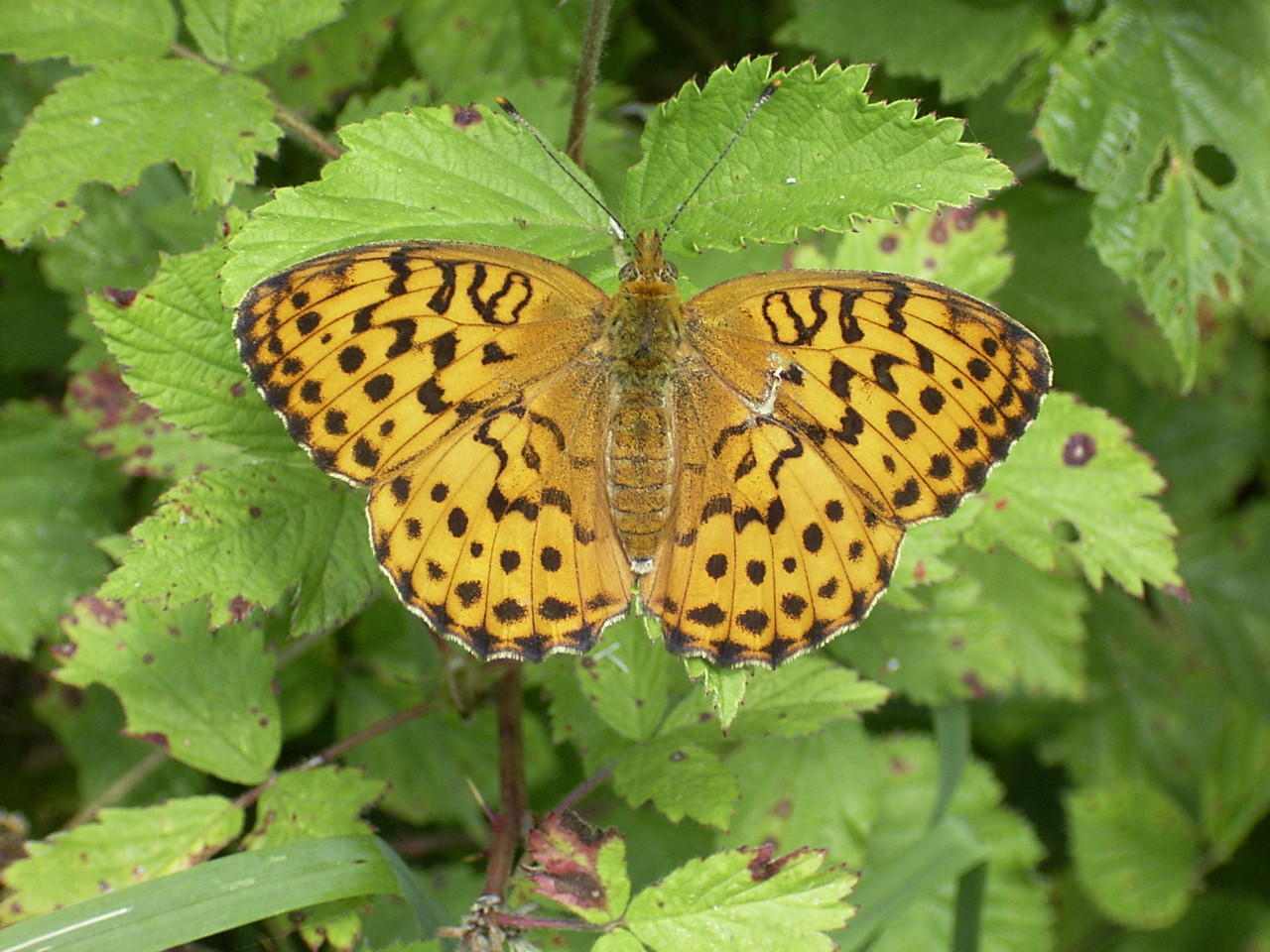
ヒョウモンチョウ
（ヒョウモンチョウ族）

属の記事が存在しない場合は、注目すべき種を示す。
和名は 徳重, 森 & 福崎 (2020) による。
Acraeini Boisduval, 1833 ホソチョウ族
- Abananote Potts, 1943
- Actinote Hübner, 1819 ナンベイホソチョウ属
- Altinote Potts, 1943
- Acraea Fabricius, 1807 ホソチョウ属 (側系統群)
- Bematistes Hemming, 1935
- Cethosia Fabricius, 1807 ハレギチョウ属 – lacewings
- Miyana Fruhstorfer, 1914 (暫定的配置)

Heliconiini Swainson, 1822 ドクチョウ族
- Agraulis Boisduval & Le Conte, 1835 ヒョウモンドクチョウ属 - ヒョウモンドクチョウ
- Dione Hübner, 1819 ウラギンドクチョウ属
- Dryadula Michner, 1942 オビモンドクチョウ属 – banded orange - オビモンドクチョウ
- Dryas Hübner, [1807] チャイロドクチョウ属
- Eueides Hübner, 1816 ヒメチャイロドクチョウ属
- Heliconius Kluk, 1780 ドクチョウ属 – brush-foot butterflies - ヌマタドクチョウ(Heliconius numata)、アカスジドクチョウ(Heliconius erato)など
- Philaethria Billberg, 1820 アサギドクチョウ属
- Podotricha Michener, 1942 キオビドクチョウ属

Vagrantini Pinratana & Eliot, 1996 オナガタテハ族
- Lachnoptera Doubleday, 1847
- Phalanta Horsfield, 1829 ウラベニヒョウモン属 - ウラベニヒョウモン(Phalanta phalantha)、ヒメウラベニヒョウモン(Phalanta alcippe)など
- Smerina Hewitson, 1874
- Vindula Hemming, 1934 チャイロタテハ属 – cruisers
- Cirrochroa Doubleday, 1847 ネッタイヒョウモン属  - Cirrochroa tycheなど
- Algiachroa Parsons, 1989
- Algia Herrich-Schäffer, 1864
- Terinos Boisduval, 1836 ビロードタテハ属
- Cupha Billberg, 1820 ニシキキマダラタテハ属 - Cupha erymanthisなど
- Vagrans Hemming, 1934 オナガタテハ属

Argynnini Duponchel, 1835 ヒョウモンチョウ族
- Euptoieta Doubleday 1848 トケイソウヒョウモン属
- Pardopsis Trimen, 1887 (暫定的配置)
- Yramea Reuss 1920
- Boloria Moore, 1900 (Clossianaを含む) カラフトヒョウモン属 - カラフトヒョウモン、ホソバヒョウモン、アサヒヒョウモンなど
- Issoria Hübner 1819
- Brenthis Hübner 1819 ヒョウモンチョウ属 - ヒョウモンチョウ、コヒョウモンなど
- Argynnis Fabricius 1807 ミドリヒョウモン属（ウラギンスジヒョウモン属、メスグロヒョウモン属、ツマグロヒョウモン属、オオヤマミドリヒョウモン属、クモガタヒョウモン属） - ミドリヒョウモン、クモガタヒョウモン、オオウラギンスジヒョウモン、メスグロヒョウモン、ツマグロヒョウモン、オオヤマミドリヒョウモン(Argynnis childreni)など
- Speyeria Scudder, 1872 ギンボシヒョウモン属 - ギンボシヒョウモンなど
- Fabriciana Reuss, 1920 ウラギンヒョウモン属 - ウラギンヒョウモン、オオウラギンヒョウモンなど